# Кустоди, Пьетро
Пье́тро Кусто́ди (итал. Pietro Custodi; 29 ноября 1771, Галлиате, Пьемонт, — 15 мая 1842, Гальбьяте, Ломбардия) — итальянский экономист, историк и государственный деятель, барон.
Был государственным советником в Милане наполеоновской эпохи.
Известен изданием большого сборника, содержащего в себе труды лучших итальянских экономистов с 1582 до 1804: «Scrittori classici italiani di economica politica» (Милан, 1803—1816).
Его именем в Милане названы улица и экономический техникум.

## Книги
- Continuazione Di Pietro Custodi Alla Storia Di Milano Di Pietro Verri (1850) ISBN 978-1-120-56901-1